# Тропска клима
Тропска клима (A) је по Кепеновој класификацији одређен према високој просечној температури ваздуха. Наиме, у овој клими просечна температура најхладнијег месеца се не спушта испод 18 °C. Тропску климу често називају климом савана јер је биљни свет у пределима с овим климатом представљен високим травама.

## Кепенова класификација климе
Кепенова класификација климе је један од најчешће коришћених система класификације климе. Она дефинише тропску климу као регион где је средња температура најхладнијег месеца већа или једнака 18  (64,4 ) и класификује их као А-групу (тропска климатска група). Региони А-групе се обично налазе испод 25 географске ширине и на јужној и на северној хемисфери; обухватају области око Екватора, Централну Америку, северно-централне делове Јужне Америке, централну Африку, јужне делове Азије и делове Северне Аустралије и острва у Тихом океану.
У групи А постоје три типа климе: клима тропских прашума (Af), тропска монсунска клима (Am) и тропска влажна и сува или саванска клима (Aw или As). Све три климе су класификоване према  (скраћено за падавине најсушнијег месеца).  климе тропских прашума треба да буду веће или једнаке од 60  (2,4 инча).  тропске монсунске климе би требало да буде у распону од {\displaystyle 100-{\tfrac {mean\ annual\ precipitation}{25}}} до 60 .  тропске влажне и суве или саванске климе би требало да буде мањe од {\displaystyle 100-{\tfrac {mean\ annual\ precipitation}{25}}}.

## Биом тропске климе
Тропска клима обично има само два годишња доба, влажну и сушну сезону. У зависности од локације региона, влажна и сува сезона варирају у трајању. Годишње промене температуре у тропима су мале. Због високе температуре и обилних падавина, већи део биљног света расте током целе године. Висока температура и влажност су најпогодније окружење за раст епифита. У многим тропским климама, вегетација расте у слојевима: грмље испод високог дрвећа и жбуње испод грмља. Тропске биљке су богате ресурсима, укључујући кафу, какао и уљану палму. У наставку су наведене врсте вегетације јединствене за сваку од три климе које чине биом тропске климе.

## Клима тропских прашума
Кепенова класификација идентификује климу тропских кишних шума (зона Af: f = feucht, немачки за влажан) као да има северне и јужне географске ширине од 5-10 степени у односу на екватор. Клима у тропским кишним шумама има високе температуре: просечна годишња температура је између 21 °C до 30 °C (70 °F до 85 °F). Падавине могу достићи и преко 100 инча годишње. Годишња доба су равномерно распоређена током целе године, а сушног периода готово да и нема. Региони погођени климом тропских кишних шума углавном укључују слив горњег Амазона у Јужној Америци, слив Северног Заира (Конго) у Африци и острва Источне Индије.
Клима у тропским кишним шумама разликује се од других подтипова тропске климе, јер има више врста дрвећа. Велики број дрвећа доприноси влажности климе због транспирације, која је процес губитка воде са површине живих биљака у атмосферу. Топлота и обилне падавине доприносе разноврсности и карактеристикама вегетације под климом тропских прашума. Вегетације развијају вертикалну стратификацију и различите облике раста да би добиле довољно сунчеве светлости, што је необично у другим типовима климе.

## Тропска монсунска клима
Кепенова класификација идентификује тропску монсунску климу са малим годишњим распонима температуре, високим температурама и обиљем падавина. Ова клима такође има кратку сушну сезону која се јавља зими. Тропска монсунска клима се налази у земљама у региону јужне и југоисточне Азије између географске ширине од 10 степени северне ширине и северног повратника. Такође се може наћи у западној Африци и Јужној Америци. Годишња температура региона са тропском монсунском климом је стабилна.
Тропска монсунска клима има следећу главну карактеристику. Просечна годишња температура је 27,05 °C (80,69 °F) и има годишњи температурни опсег од 3,6 °C (38,5 °F). За разлику између влажних и сушних сезона, тропска монсунска клима се разликује од других тропских клима због неуједначених падавина током целе године. Падавине су обилне лети, а зими се јавља кратка сезона суше. Ова клима има годишњу укупну количину падавина од 3409,2 mm, и 3115,9 mm летњих падавина и 293,3 mm зимске преципитације.
Постоје три главне сезоне тропске монсунске климе: хладна сушна сезона је од октобра до фебруара, врућа сушна сезона је од марта до средине јуна и кишна сезона је од средине јуна до септембра.

## Тропска влажна и сува или шумска клима
Клима тропске саване се углавном налази између 10° и 20° северно-јужне географске ширине и често се јавља на спољним рубовима тропских предела. Типични региони укључују централну Африку, делове Јужне Америке, као и северну и источну Аустралију. Температурни опсег климе саване је између 20 °C и 30 °C (68 °F - 86 °F). Лети је температура између 25 °C - 30 °C, док је зими температура између 20 °C - 30 °C. Годишња количина падавина је између 700 и 1000 . Најсушнији месеци су од новембра до марта и имају мање од 60  падавина.
Регије под саванском климом обично имају земљишта прекривена равном травнатом вегетацијом. Ти биоми травњака покривају скоро 20% Земљине површине. Типови травњачке вегетације укључују Родсову траву, траву црвеног овса, звездану траву и лимунску траву.

## Простирање климе
A климат се простире у појасу Амазоније, слива реке Конго, Малајског архипелага, затим у југоисточној Азији, као и у појасу између 5-10° сгш и 15-20° јгш.

## Типови климе
- Прашумски тип
- Монсунски тип
- Савански тип